# Публий Алфен Вар (преториански префект)
Публий Алфен Вар Вителий (на латински: Publius Alfenus Varus) е политик на Римската империя от 1 век по времето на император Вителий.
Произлиза от фамилията Алфении. Син е на юриста Публий Алфен Вар (суфектконсул 39 пр.н.е., консул 2 г., автор на Digesta).
Служи като префект при Фабий Валент в провинция Долна Германия. През 69 г. той е преториански префект (praefectus praetorio) след Юлий Приск. След смъртта на император Вителий през декември 69 г. е сменен от Арий Вар.